# یوسف‌آباد (بوئین‌زهرا)
یوسف‌آباد (بوئین‌زهرا) روستایی از توابع بخش مرکزی شهرستان بوئین‌زهرا در استان قزوین ایران است.

## جمعیت
این روستا در دهستان زهرای پایین قرار دارد و براساس سرشماری مرکز آمار ایران در سال ۱۳۸۵، جمعیت آن ۴۵ نفر (۹خانوار) بوده است.

## توضیح کلی
در فرهنگ جغرافیایی ایران، رزم آرا دربارهٔ این ده اینگونه آمده است:یوسف آباد جزو دهستان زهرای پایین بخش بوئین زهرا شهرستان قزوین است. آب‌وهوای آن معتدل است و دارای ۱ رشته قناته است. تعداد سکنه آن ۴۵ مردمان آن شیعه مذهب و زبان آنها ترکی آذربایجانی است. محصولات آن انگور، بادام، غلات، جاجیم و گلیم است.

## اقتصاد
روستای یوسف آباد دارای زمین‌های کشاورزی و باغات بسیاری می‌باشد. از مهم‌ترین محصولات زراعی آن می‌توان به پسته، بادام، گردو، جو و گندم، چغندر قند، و .. نام برد

## مشخصات جغرافیای
روستای یوسف آباد از نظر جغرافیایی در ۵۰ درجه و ۴ دقیقه درازای خاوری و ۳۵ درجه و ۴۶ دقیقه پهنای شمالی و در ارتفاع ۱۲۱۰ متری از سطح دریا قرار دارد. آب و هوای این منطقه؛ معتدل مایل به گرم و خشک است
این روستا شرقا به شهرک صنعتی اشتهارد غربا به روستای آبباریک شمالا به روستای آغچه مزار و جنوبا به روستاهای فتح‌آباد و مراتپه منتهی می‌شود
- «نتایج سرشماری عمومی نفوس و مسکن ۱۳۸۵». درگاه ملی آمار ایران. بایگانی‌شده از اصلی در ۱ ژانویه ۲۰۱۳. دریافت‌شده در ۱ ژانویه ۲۰۱۳.

1. کمیته تخصصی نام‌نگاری و یکسان‌سازی نام‌های جغرافیایی ایران[پیوند مرده]، سازمان نقشه‌برداری کشور